# Verwaltungsstrafgesetz 1991
Das Verwaltungsstrafgesetz 1991 ist ein Bundesgesetz aus dem Bereich des formellen Rechts, welches in Österreich die allgemeine Strafbarkeit von Handlungen, die gegen spezielle Verwaltungsvorschriften (wie zum Beispiel die Straßenverkehrsordnung) begangen werden, regelt. Es definiert auch verschiedene für die Strafbarkeit notwendige Begriffe wie Schuld oder Beihilfe und gibt einen Rahmen für das Verfahren vor, indem es behördliche Zuständigkeiten, Grundsätze des Verfahrens, Rechtsmittel und dergleichen regelt.
Es bildet somit die Grundlage für alle Strafbestimmungen in anderen Verwaltungsvorschriften, nach denen in Österreich pro Jahr mehrere Millionen Verwaltungsstrafverfahren abgewickelt werden.